# Is dat nou echt?
Is dat nou echt? is een lied van de Nederlandse YouTube- en muziekgroep Bankzitters. Het werd in 2022 als single uitgebracht.

## Achtergrond
Is dat nou echt? is geschreven door Raoul de Graaf, Rutger van Eck, Robbie van de Graaf, Milo ter Reegen, Koen van Heest en Matthyas het Lam en geproduceerd door Russo. Het is een lied uit het genre nederpop. Het is een lied dat gaat over een relatiebreuk. Het nummer kan worden gezien als de opvolger van het succesvolle lied Je blik richting mij.

## Hitnoteringen
De groep had succes met het lied in de Nederlandse hitlijsten. Het kwam tot de achtste plaats van de Single Top 100 en stond vier weken in de lijst. De Top 40 werd niet bereikt; het kwam tot de zevende positie van de Tipparade.

### NPO Radio 2 Top 2000
| Nummer met noteringen in de NPO Radio 2 Top 2000 | '22 | '23 | '24 |
| ------------------------------------------------ | --- | --- | --- |
| Is dat nou echt?                                 | 708 | 205 | 514 |

1. ↑  Een vetgedrukt getal geeft de hoogste notering aan.
2. ↑  2022 was het eerste jaar met een notering voor dit nummer.